# Brunhilde Hendrix
Brunhilde Hendrix   (Langenzenn, 2 d'agost de 1938 - Ansbach, 28 de novembre de 1995), de casada Ramsauer, fou una atleta alemanya, especialista en curses de velocitat, que va competir a finals de la dècada de 1950. Era filla dels també atletes Friedrich Hendrix i Marie Dollinger.
El 1960 va prendre part en els Jocs Olímpics d'Estiu de Roma on disputà dues proves del programa d'atletisme. Formant equip amb Martha Langbein, Annie Biechl i Jutta Heine, va guanyar la medalla de plata en la prova del 4x100 metres, mentre en els 100 metres quedà eliminada en semifinals.
En el seu palmarès també destaca el campionat nacional dels 100 metres de 1957, dels 200 metres el 1960 i dels 4x100 metres el 1957. Formà part de l'equip que millorà el rècord alemany dels 4x100 metres.

## Millors marques
- 100 metres. 11,6" (1960)
- 200 metres. 23,9" (1959)[1][6]